# Épervière à feuilles de Statice
Tolpis staticifolia
Espèce
Classification phylogénétique
L'Épervière à feuilles de Statice (Tolpis staticifolia) est une espèce de plantes à fleurs du genre Tolpis (Trépanes) et de la famille des Astéracées.

## Synonyme
- Hieracium staticifolium All.

## Distribution
Jura et Alpes de 200 à 2 800 m d'altitude.

## Habitats
Éboulis et graviers généralement calcaires.

## Description

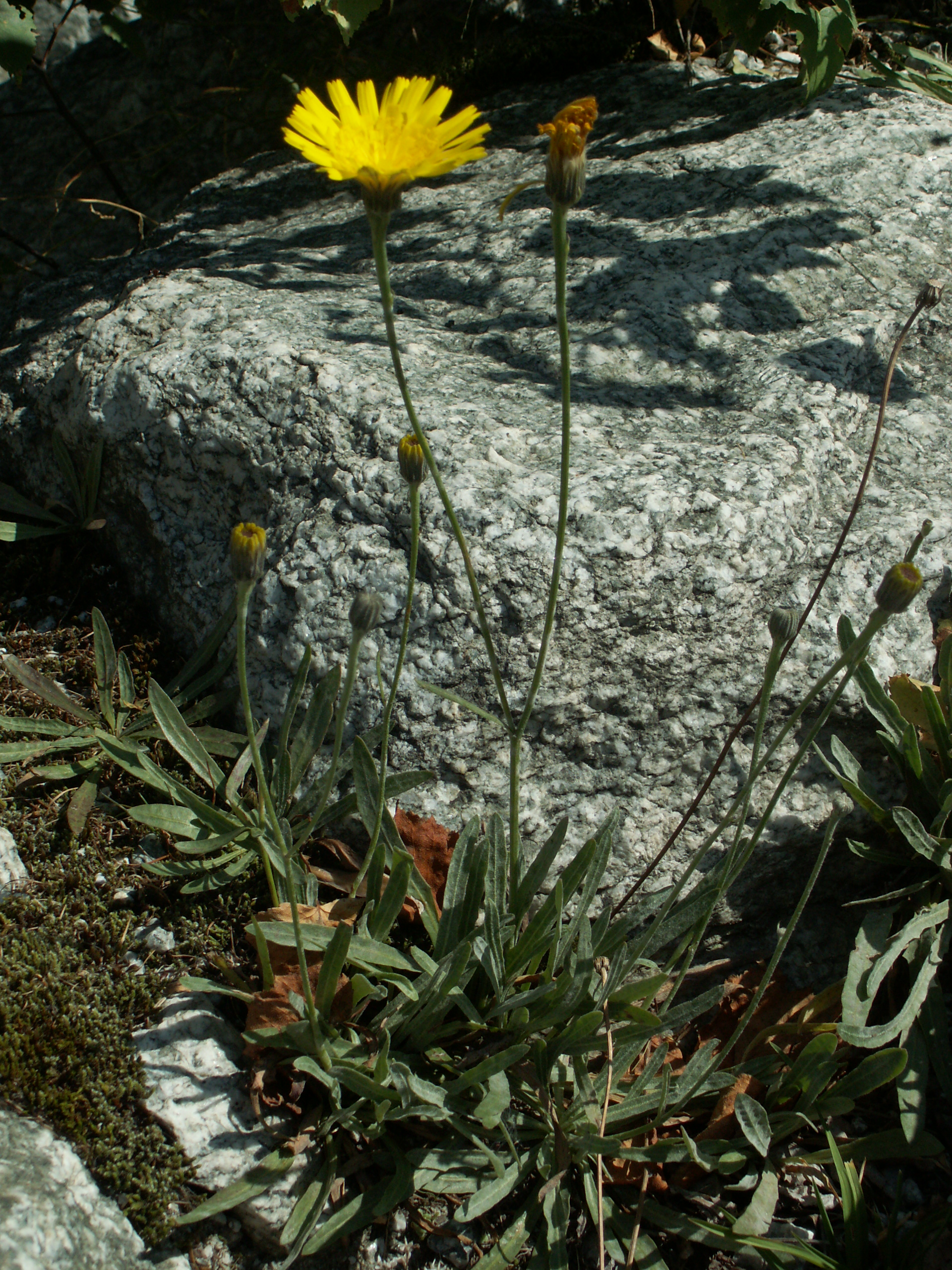
Épervière à feuilles de Statice.

C'est une plante vivace alpine des rocailles et éboulis.
Le capitule jaune s'ouvre jour après jour à partir d'un œil central roussâtre en libérant quelques ligules aux extrémités brunes.